# 1292

## Esdeveniments
- Data probable de construcció de l'Urna de Sant Càndid, d'autor anònim.[1]

## Naixements
- Elisenda de Montcada i de Pinós (v 1292 - Barcelona 1364), reina consort de Catalunya-Aragó (1322-1327).[2]

## Necrològiques
- Guiraut Riquier, trobador occità.[3]